# 토로로 (음식)

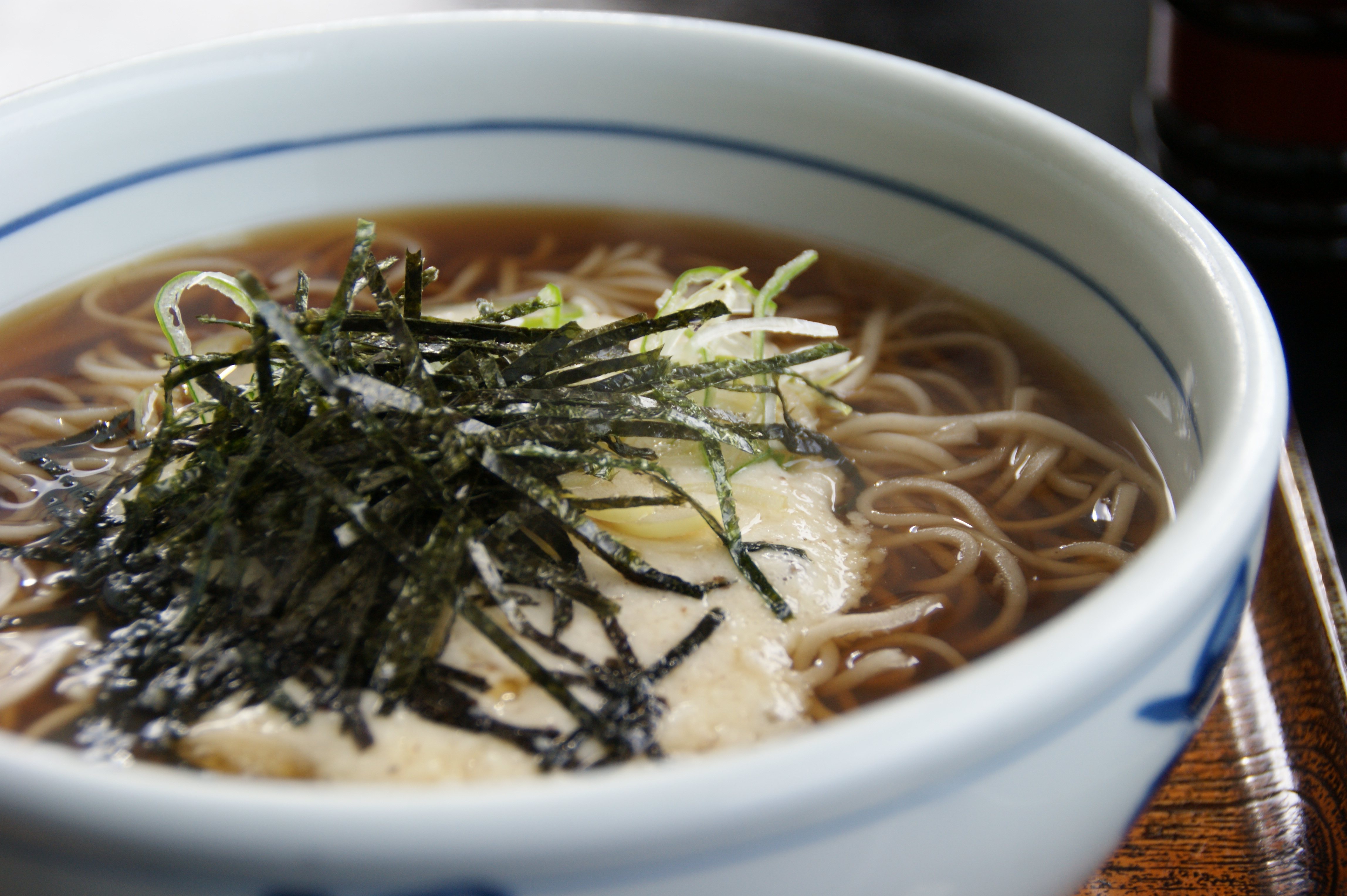
토로로를 곁들인 소바

토로로 또는 도로로(일본어: 薯蕷, とろろ)는 야마이모(일본산 참마) 또는 나가이모(중국 참마)와 같은 생 참마를 갈아서 만든 일본 부식이다.
맛이 없는 요리는 고추냉이(와사비 식물로 만든 매운 반죽), 다시(일본 밑국물), 잘게 썬 파 (채소) 등의 재료를 사용하여 풍미를 더한다. 하얗고 끈적한 질감을 갖고 있으며 소바(일본 메밀 국수), 우동(밀가루 국수) 등 다양한 종류의 국수와 짝을 이루는 등 다양한 요리의 재료로도 사용된다.
다양한 요리에 편재되어 있어 일본 요리와 문화의 주요 요소로, 시인 마쓰오 바쇼, 예술가 우타가와 히로시게, 에도 시대 승려 안라쿠안 사쿠덴 등이 만든 많은 문학 및 예술 작품에 등장한다.